# Takin' Off
Takin' Off je debitantski studijski album ameriškega jazzovskega pianista Herbieja Hancocka, ki je izšel leta 1962 pri založbi Blue Note Records. Na snemanju so sodelovali Freddie Hubbard na trobenti in veteran Dexter Gordon na tenorskem saksofonu. Gre za tipični hard bop album s saksofonom in trobento ter ritem sekcijo. Bluesovski single »Watermelon Man« se je uvrstil v top 100 pop lestvice in je postal jazz standard. Album je bil označen za »enega najbolje izvršenih in osupljivih debijev v analih jazza.« Leta 1996 je album izšel na zgoščenki s tremi alternativnimi posnetki, leta 2007 pa je izšla remasterizirana verzija albuma Rudyja Van Geldra, notranje opombe pa je prispeval Bob Blumenthal.

## Sprejem
Steve Huey je v recenziji za spletni portal AllMusic zapisal, da album odraža Hancockovo sposobnost uravnoteženja dostopnosti in sofisticiranosti, nekaj, kar je sicer imel »prototip« založbe Blue Note, Horace Silver.

## Seznam skladb
Avtor vseh skladb je Herbie Hancock.
| Št. | Naslov            | Dolžina |
| --- | ----------------- | ------- |
| 1.  | „Watermelon Man‟  | 7:09    |
| 2.  | „Three Bags Full‟ | 5:27    |
| 3.  | „Empty Pockets‟   | 6:09    |
| 4.  | „The Maze‟        | 6:45    |
| 5.  | „Driftin'‟        | 6:58    |
| 6.  | „Alone and I‟     | 6:25    |

| Dodatne skladbe na ponovni izdaji | Dodatne skladbe na ponovni izdaji         | Dodatne skladbe na ponovni izdaji |
| Št.                               | Naslov                                    | Dolžina                           |
| --------------------------------- | ----------------------------------------- | --------------------------------- |
| 7.                                | „Watermelon Man‟ (alternativni posnetek)  | 6:33                              |
| 8.                                | „Three Bags Full‟ (alternativni posnetek) | 5:31                              |
| 9.                                | „Empty Pockets‟ (alternativni posnetek)   | 6:27                              |

## Zasedba
- Herbie Hancock – klavir
- Freddie Hubbard – trobenta
- Dexter Gordon – tenorski saksofon
- Butch Warren – bas
- Billy Higgins – bobni